# محیط انتقال
محیط انتقال به مسیر فیزیکی‌ای گفته می‌شود که وظیفه حمل سیگنالها از مکانی به مکان دیگر را برعهده دارد. در ارتباطات داده‌ای محیط انتقال ممکن است یک خط انتقال ساده یا یک شبکهٔ پیچیده باشد که مبدأ را به مقصد متصل می‌کند. در شبکه‌های رایانه‌ای انتقال اطلاعات بین فرستده و گیرنده در محیط انتقال و با استفاده از امواج الکترومغناطیسی یا ولتاژهای الکتریکی انجام می‌شود. در این شبکه‌ها محیط انتقال نقش متصل‌کنندهٔ گره‌های شبکه به هم را بر عهده دارد و کارایی شبکه تا حد زیادی به محیط انتقال آن بستگی خواهد داشت.
به محیط‌های انتقال سیمی، محیط انتقال کران‌دار یا هدایت‌شده و به محیط‌های انتقال بی‌سیم محیط انتقال بی‌کران یا هدایت‌نشده گفته می‌شود. برای انتقال در سرعت‌های مختلف از محیط‌های انتقال گوناگون استفاده می‌شود و پهنای باند، نویز، تضعیف و تابش از عوامل تأثیرگذار در انتخاب محیط انتقال هستند.
زوج به‌هم‌تابیده، کابل هم‌محور و فیبر نوری نمونه‌هایی از یک محیط انتقال کران‌دار هستند. این محیط‌های انتقال را به عنوان محیط‌های انتقال باسیم می‌شناسند. در مقابل محیط‌های انتقال بی‌کران از فناوری‌های ریزموج و فروسرخ برای انتقال استفاده می‌کنند.

## عوامل مؤثر در انتخاب محیط انتقال
طراحی سامانه نقش مهمی در انتخاب محیط انتقال دارد. سرعت انتقال داده‌ها و فاصلهٔ بین فرستنده و گیرنده از عوامل مهم در انتخاب محیط انتقال هستند. برای رسیدن به سرعت بیشتر، پهنای باند بیشتری نیاز خواهد بود. تضعیف از عوامل محدودکنندهٔ فاصله است. تداخل می‌تواند موجب دگرشکلی و واپیچش سیگنال‌ها شود و از مشکلات محیط‌های هدایت‌شده و هدایت‌نشده‌است؛ در محیط‌های هدایت‌شده می‌توان با پوشش مناسب این عامل را تا حدی کاهش داد. در محیط هدایت‌شده شمار گیرنده بر تضعیف و دگرشکلی ایجادشده روی سیگنال تأثیرگذار است که موجب محدودشدن فاصله و سرعت می‌شود. برای ارتباط نقطه‌به‌نقطه بین فاصله‌های دور محیط انتقال هدایت‌شده مناسب است، اما برای پخش در فواصل دور از محیط انتقال هدایت‌نشده مانند مایکروویو استفاده می‌شود. هزینه و سادگی نصب از دیگر ویژگی‌های محیط انتقالند که در انتخابشان مؤثر است.

## واژه‌نامه
1. ↑  bounded media یا guided
2. ↑  unbounded media یا unguided
3. ↑  wired
4. ↑  distortion